# Cristalización fraccionada (geología)

Principios de la cristalización fraccionada en un magma. Durante el enfriamiento la composición de un magma va evolucionando porque, a partir de la masa fundida, cristalizan sucesivamente minerales diferentes. 1: cristaliza olivino; 2: cristalizan olivino y piroxeno; 3: cristalizan piroxeno y plagioclasa; 4: cristaliza plagioclasa. En el fondo de la cámara magmática se va formando un cúmulo de cristales.

Se denomina cristalización fraccionada a un proceso geológico idealizado donde cristales formados en un magma dejan de interactuar químicamente con el magma. Magma basáltico puede producir rocas distintas al basalto como la andesita, dacita y riolita mediante cristalización fraccionada, aunque la asimilación de rocas de la corteza también juega un rol importante en formación de estas rocas.